# Vierfachmord in den Französischen Alpen 2012
Dem Vierfachmord in den Französischen Alpen 2012 fielen das irakischstämmige Ehepaar aus Großbritannien Saad und Iqbal al-Hilli (50 und 47 Jahre alt), die Mutter der Ehefrau, Suhaila al-Allaf (74), und der anscheinend zufällig vorbeikommende Radfahrer Sylvain Mollier (45) zum Opfer. Sie wurden am 5. September 2012 auf einem Waldparkplatz bei Chevaline etwa 7 km südlich des Lac d’Annecy erschossen. Der Hintergrund der Tat ist bis heute ungeklärt, der oder die Mörder nicht ermittelt.

## Tat
Das Ehepaar machte mit seinen beiden kleinen Töchtern und der Mutter der Ehefrau Urlaub in den Französischen Alpen. Auf einem Waldparkplatz bei Chevaline nahe der Stadt Annecy wurden das Ehepaar, die Mutter der Ehefrau und der Radfahrer am 5. September 2012 gezielt erschossen. Auf die Kinder der al-Hillis wurde ebenfalls geschossen, doch sie überlebten die Tat. Gefunden wurden die Leichen von einem in der Nähe lebenden britischen Ex-Soldaten, der mit seinem Fahrrad unterwegs war.

## Ermittlungen
Die Behörden waren von Beginn der Ermittlungen an sicher, dass es sich bei dem Mörder um einen „Profi“ gehandelt haben müsse. Französische Medien mutmaßten, es habe sich um einen „gedungenen Berufskiller“ gehandelt. Dafür spricht, dass drei der Opfer mit jeweils zwei Kopfschüssen getötet wurden. Die Tatwaffe, eine Luger P06, wurde von der Schweizer Armee und Polizei in den 1920er und 1930er Jahren verwendet, sei jedoch für einen Auftragsmord nicht unbedingt eine gängige Waffe, so Kriminalisten.
Die französischen und britischen Ermittler verfolgten zahlreiche Spuren, konnten jedoch weder Täter noch Motiv identifizieren. Zeitweise waren bis zu 90 Gendarmen mit dem Fall befasst.
Der Bruder Saad al-Hillis wurde vorübergehend festgenommen, da man einen Erbstreit als Motiv vermutete. Der Vater der Brüder war 2011 verstorben, und es waren unterschiedliche Testamentversionen aufgetaucht, woraufhin sich die Brüder verfeindet hatten. Der geschätzte Wert der Erbmasse betrug etwa fünf Millionen Euro. Die Ermittler verdächtigten Saad al-Hillis Bruder, die Morde in Auftrag gegeben zu haben. Belastungsmomente ergaben sich daraus letztlich nicht. Auch die Suche nach Verdächtigen unter anderen Nutznießern eines Ablebens von Saad al-Hilli und dessen Familie in der Erbsache, etwa im Irak, verlief ergebnislos.
Saad al-Hilli war in der Luft- und Raumfahrtbranche tätig. Ein zunächst vermuteter Zusammenhang mit Wirtschaftsspionage bestätigte sich nicht.
2014 ermittelte die französische Polizei, dass Iqbal al-Hilli von Februar 1999 bis Dezember 2000 bereits einmal mit dem US-amerikanischen Zahnarzt James T. verheiratet gewesen war, wovon ihre Familie und ihr 2002 geheirateter neuer Ehemann Saad nichts wussten. Der US-Amerikaner starb in Natchez (Mississippi), offiziell an Herzversagen am Steuer seines Autos, an demselben Tag wie die al-Hillis in Annecy.
Im Jahr 2015, fast drei Jahre nach dem Vierfachmord, erschien ein Buch, in dem es hieß, ein ehemaliger Soldat der französischen Fremdenlegion sei als Verdächtiger identifiziert worden. Der Mann, Patrice Menegaldo, hatte im Juni 2014 Selbstmord begangen. Er war schon nach den Morden im Jahr 2012 als Zeuge vernommen worden.
Die Ermittler interessierten sich für die Wege, die Menegaldo zurückgelegt hatte. Sein Profil passte offenbar exakt zu dem von Profilern erstellten Steckbrief des Mörders. Patrice Menegaldo galt zunächst als Bekannter der Partnerin des getöteten Radfahrers Mollier. 2016 wurde dann bekannt, dass er sieben Jahre lang eine Beziehung mit Molliers Schwester gehabt hatte. Sein mögliches Motiv blieb jedoch unklar.
Am 12. Januar 2022 wurde ein bereits 2014 in der Sache befragter Mann festgenommen und seine Wohnung von Ermittlern durchsucht. Es handelte sich nach Medienangaben, die jedoch von der Staatsanwaltschaft zunächst nicht bestätigt wurden, um einen in der Gegend ansässigen ehemaligen Polizisten, der zur ungefähren Tatzeit Waldarbeitern als Motorradfahrer aufgefallen war. Er hatte sich nach der Veröffentlichung eines Phantombildes zunächst nicht gemeldet und wurde 2014 anhand von Daten seines Handys identifiziert. Er sagte damals aus, sich zum Fallschirmgleiten in der Gegend aufgehalten zu haben. An einem von den Ermittlern organisierten Ortstermin zur Rekonstruktion der Abläufe im September 2021 war auch er beteiligt, ebenso wie die Waldarbeiter. Nach eineinhalb Tagen in Polizeigewahrsam wurde der etwa 50-Jährige wieder freigelassen; die Staatsanwaltschaft erklärte, seine Angaben und die Überprüfungen hätten es gestattet, seine Beteiligung an der Tat auszuschließen.
Nachdem die zuständige Staatsanwältin von Annecy, Lise Bonnet, sich noch im Februar 2022 zuversichtlich gezeigt hatte, den Fall mithilfe „wissenschaftlicher Beweise“ bald zu lösen, zerschlugen sich diese Hoffnungen schließlich ebenso wie diejenigen ihrer Vorgänger. Zu diesem Zeitpunkt umfassten die Akten zu dem Fall 95 Ordner mit etwa 8000 Dokumenten. Im Lauf der Ermittlungen waren unter anderem Amtshilfegesuche in die Türkei, nach Kanada und Costa Rica ergangen, und zu Nachforschungen waren Ermittler bis nach Neuseeland gereist. Anfang August 2022 beantragte Bonnet, den Fall an die kurz zuvor gegründete zentrale französische Stelle für ungeklärte Kriminalfälle in Nanterre bei Paris abzugeben. Im Mai 2024 berichteten französische Medien, die mit dem Fall betraute Untersuchungsrichterin habe Anfang 2024 weitere DNA-Analysen an Beweisstücken sowie ballistische Untersuchungen in Auftrag gegeben.